# 鮑家街43號
鮑家街43號是中国北京的搖滾樂隊，1993年成立。早年全員由中央音樂學院的學生組成，樂隊隊名亦由中央音樂學院校址鲍家街43号命名。

## 成员

### 2000年前
- 汪峰（主唱和吉他，1993年 - ）
- 龍隆（吉他，1993年 - 2000年前）
- 李傑（吉他，1993年 - 2000年前）
- 李斌（貝斯，1993年 - 1997年）
- 劉剛（鼓，1993年 - 1997年）
- 杜詠（鍵盤，1993年 - 2000年前）
- 王磊（貝斯，1997年 - 1999年）
- 單晓帆（鼓，1997年）
- 王立東（鼓，1997年）
- 赵牧陽（鼓，1997年 - 2000年前）

### 2000年後
- 2000年春天：汪峰（主唱和吉他）、蔡正東（吉他）、伢子（貝斯）、關菲（鼓）、劉牧（鍵盤）
- 2001年：李志輝（鍵盤）進入樂隊。
- 2004年：賈軼男（吉他）、李徽（吉他）、李兵（吉他）、伢子（貝斯）、關菲（鼓）、單晓帆（DJ）、柳森（鍵盤）。
- 2005年：秦四風（鍵盤）進入樂隊。

## 歷程
1993年11月11日成立。2000年改名鮑家街樂隊。2004年，寧夏賀蘭山「中國搖滾的光輝道路」大型音樂節，汪峰與鮑家街43号樂隊臨時組隊。

## 作品
| 鮑家街43號（1997-6-1） | 鮑家街43號（1997-6-1） |
| 曲序                   | 曲目                   |
| ---------------------- | ---------------------- |
| 1.                     | 我真的需要             |
| 2.                     | 小鳥                   |
| 3.                     | 李建國                 |
| 4.                     | 我們該做什麽           |
| 5.                     | 夜裡                   |
| 6.                     | 沒有人要我             |
| 7.                     | 追夢                   |
| 8.                     | 點亮火焰               |
| 9.                     | 我希望                 |
| 10.                    | 晚安北京               |

| 風暴來臨（1998-12-1） | 風暴來臨（1998-12-1）      |
| 曲序                  | 曲目                       |
| --------------------- | -------------------------- |
| 1.                    | 遊戲                       |
| 2.                    | 我應該真實的生活還是去幻想 |
| 3.                    | 錯誤                       |
| 4.                    | 瓦解                       |
| 5.                    | 風暴來臨                   |
| 6.                    | 街道                       |
| 7.                    | 我會在這等你               |
| 8.                    | 失敗者                     |
| 9.                    | 你有沒有聽見我在哭泣       |
| 10.                   | O 女士                     |
| 11.                   | 明天                       |
| 12.                   | 離開我                     |
| 13.                   | 憂郁的眼睛                 |